# 于明捷
于明捷博士，北京大学学士、中国科学院硕士、新加坡国立大学博士。曾任中国南开大学经济学院助理院长，新加坡文化更新学会副会长等职务，在圣经领导力、圣经管理学、基督徒领袖人才培训、东西方文化比较等方面有着开拓性的研究和探索。于博士于2000年蒙恩归主。现在是彩虹之家教会主任牧师。
- 于明捷博士：以基督文化建立新兴商界伦理（一）